# Highgrove House

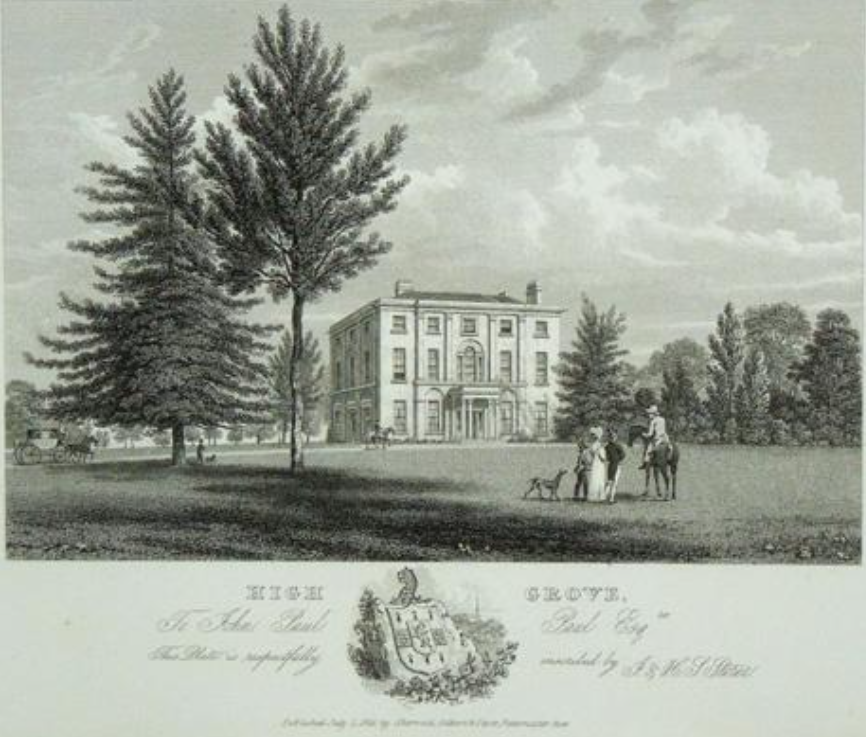
Highgrove House auf einem Stich von 1825

Highgrove House ist der Landsitz von Charles III., bei Tetbury in Gloucestershire, Vereinigtes Königreich. Besitzer ist das Herzogtum Cornwall.

## Geschichte
Erbaut wurde die Residenz zwischen 1796 und 1798 für John Paul Paul, einen örtlichen Landbesitzer. 1894 wurde sie nach einem Brand renoviert. Das Haus besitzt neun Schlafzimmer und vier Empfangsräume.
Nach umfangreichen Renovierungsarbeiten zog der damalige Prince of Wales, der auch Herzog von Cornwall ist, mit seiner frisch vermählten Frau Diana im Herbst 1981 nach Highgrove. Zuvor hatte er die Nutzung von Chevening House in Betracht gezogen, das einer vom Staat kontrollieren Stiftung gehört, doch wäre er dort bei jeder Änderungsmaßnahme von der Zustimmung der Stiftungskommission abhängig gewesen. Daher erwarb er dann das zum Verkauf stehende Landgut Highgrove im Namen und mit den Mitteln der Duchy of Cornwall. Etwa 10 km nördlich befindet sich Gatcombe Park, wo Charles’ Schwester Prinzessin Anne lebt.
1988 wurde die Außenansicht des Erdgeschosses nach den Plänen von Prinz Charles umgestaltet. Außerdem wurde ein eingeschossiger Trakt für die Bediensteten angebaut. Nach der Trennung und Scheidung von seiner Frau veranlasste Charles Veränderungen im Inneren, die mehr seinem Geschmack und dem seiner Partnerin und späteren Frau, Queen Camilla, entsprechen. Auch die Gestaltung des Gartens wurde von ihm im Detail geplant. Dazu gehörte, dass viele Bäume gepflanzt wurden, die Nutzgärten ökologisch bewirtschaftet werden und zahlreiche von ihm selbst kreierte Gartenbereiche verschiedenen Themen, Erinnerungen an geschätzte Personen oder philosophischen Gedanken und religiösen Traditionen gewidmet sind.

## Nutzung
Zu dem Anwesen gehören außer parkartigen Flächen und Wäldern 360 ha Land, die Duchy Home Farm, die entsprechend der Lebensphilosophie des Hausherrn seit 1985 ausschließlich nach ökologischen Grundsätzen bewirtschaftet wird. Es werden Aberdeen-Angus-Rinder sowie Schafe gehalten. Bis 2014 lieferte die Farm Gemüsekisten aus.
Bis zu seiner Thronbesteigung 2022 nutzte der damalige Prince of Wales Highgrove House sehr häufig an den Wochenenden, während er seinen schottischen Landsitz Birkhall im August und September bewohnte. Seither verbringt er seine Wochenenden abwechselnd in Highgrove House, Sandringham House und Windsor Castle, in dessen Park auch sein Sohn Prinz William mit Familie im Adelaide Cottage wohnt.

## Filme
- Natural World: Highgrove – a Prince’s Legacy. BBC, 2002
- Der Bauer und sein Prinz (The Farmer and His Prince), Großbritannien 2013